# Bábony
Bábony (románul Băbiu) falu Romániában Szilágy megyében.

## Fekvése
Váralmástól nyugatra az Alszeg határán fekszik, a Meszes hegység lábánál.

## Első említése
1291-1296 közötti oklevelek már említik a nagyváradi püspökséghez tartozó gyülekezetét.
1839-ben Babon, 1850-ben Babony, 1920-ban Babin néven szerepel.

## Története
1850-ben 84 főt számláló magyar (144 fő román) lakossága a reformáció kezdete óta református. A trianoni békeszerződésig Kolozs vármegye Hídalmási járásához tartozott. 1992-ben 129 fős lakosságának kicsit több mint fele román (78 fő). 51 fős magyarsága 1 baptista kivételével református.

## Látnivaló
1700-as években épült fatemploma tűzvész áldozata lett. Ma látható templomát és a hozzá tartozó iskolát Kós Károly tervei alapján 1935-ben építették. Az építkezéskor felhasználták a régi templom épségben maradt mennyezeti kazettáit és a festett karzat mellvédet, melyet Kolozsváron élő Kövendi Asztalos János készített, 1763-ban.

## Képgaléria

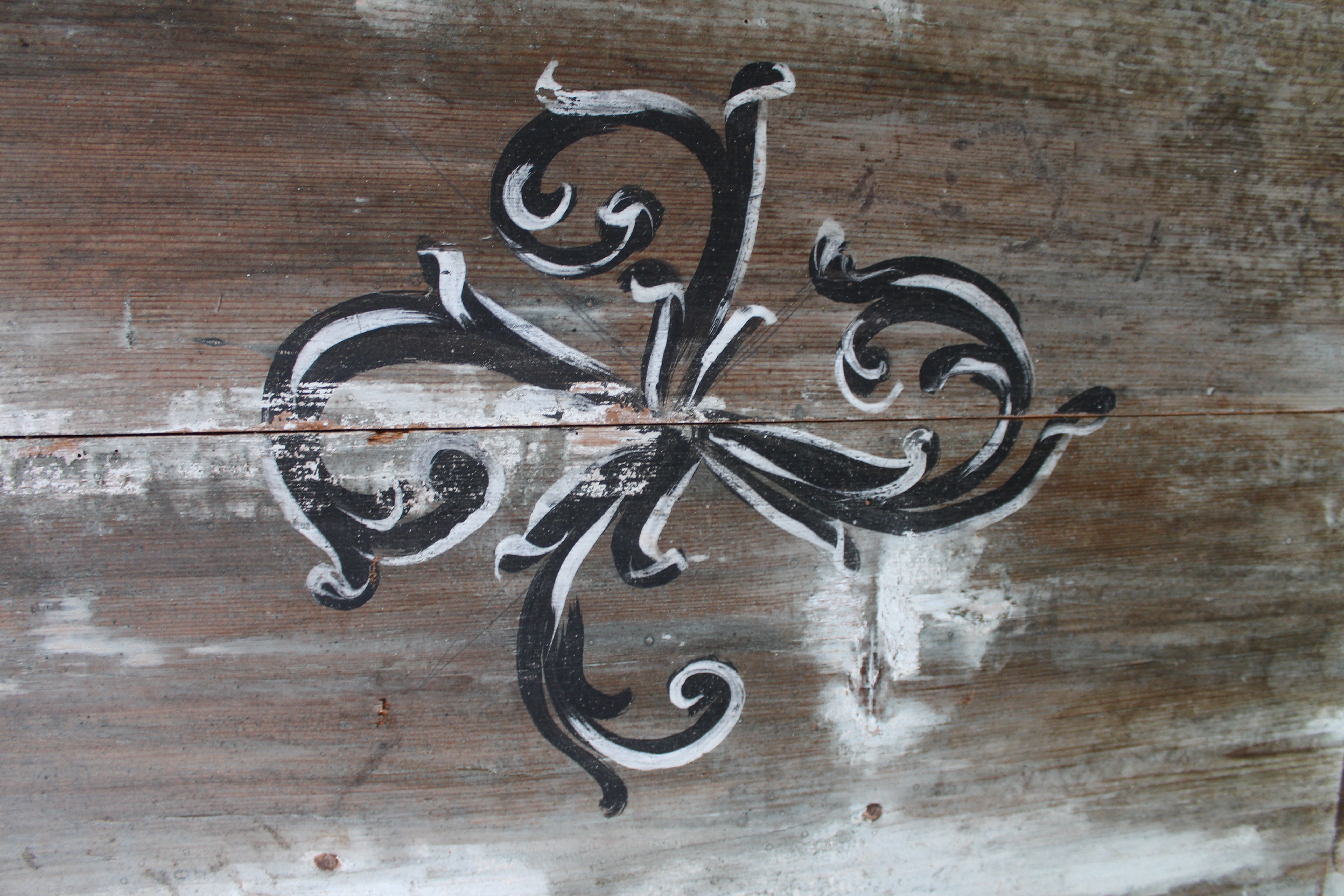
Festett mennyezet-Bábony
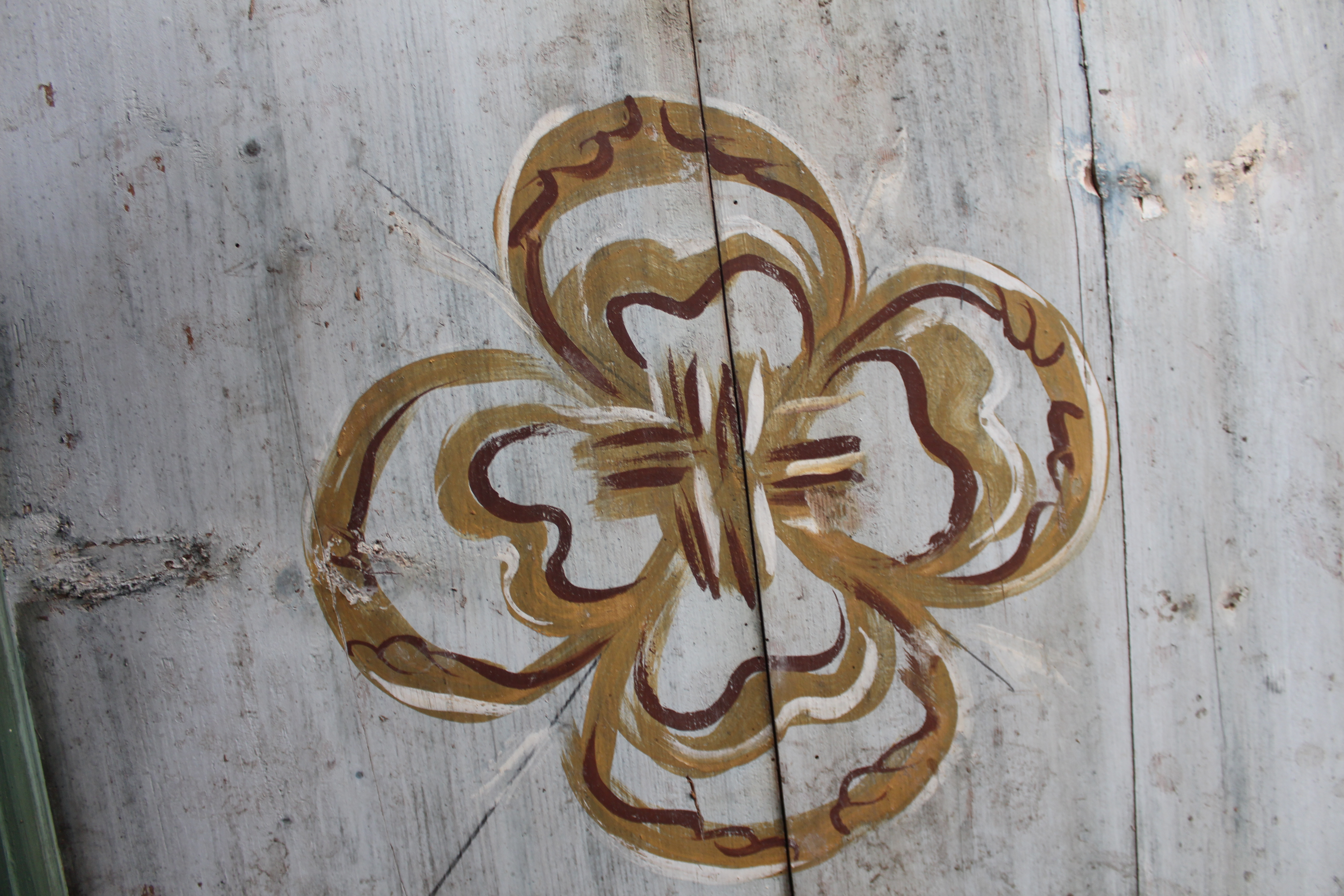
Festett mennyezet-Bábony
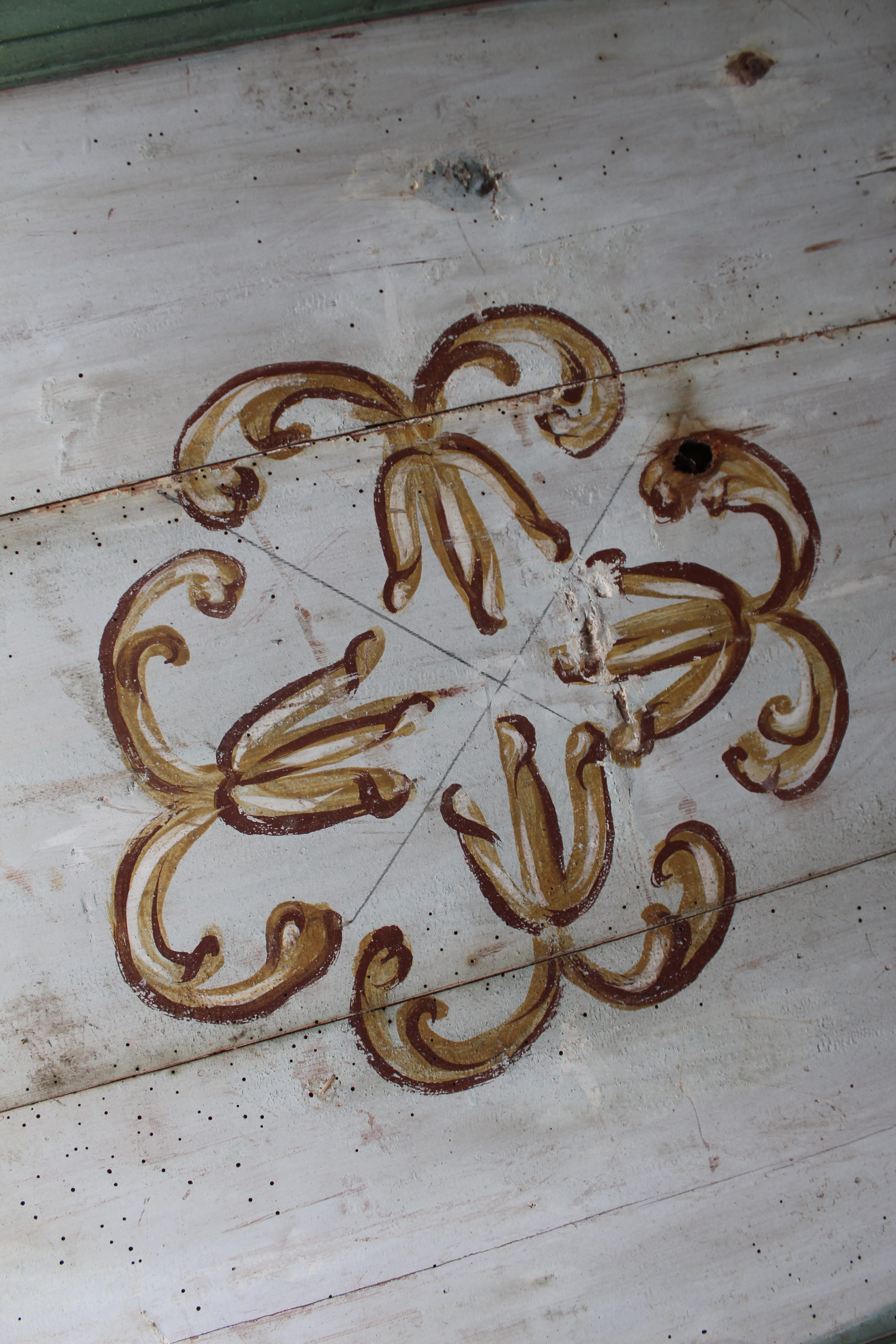
Festett mennyezet-Bábony
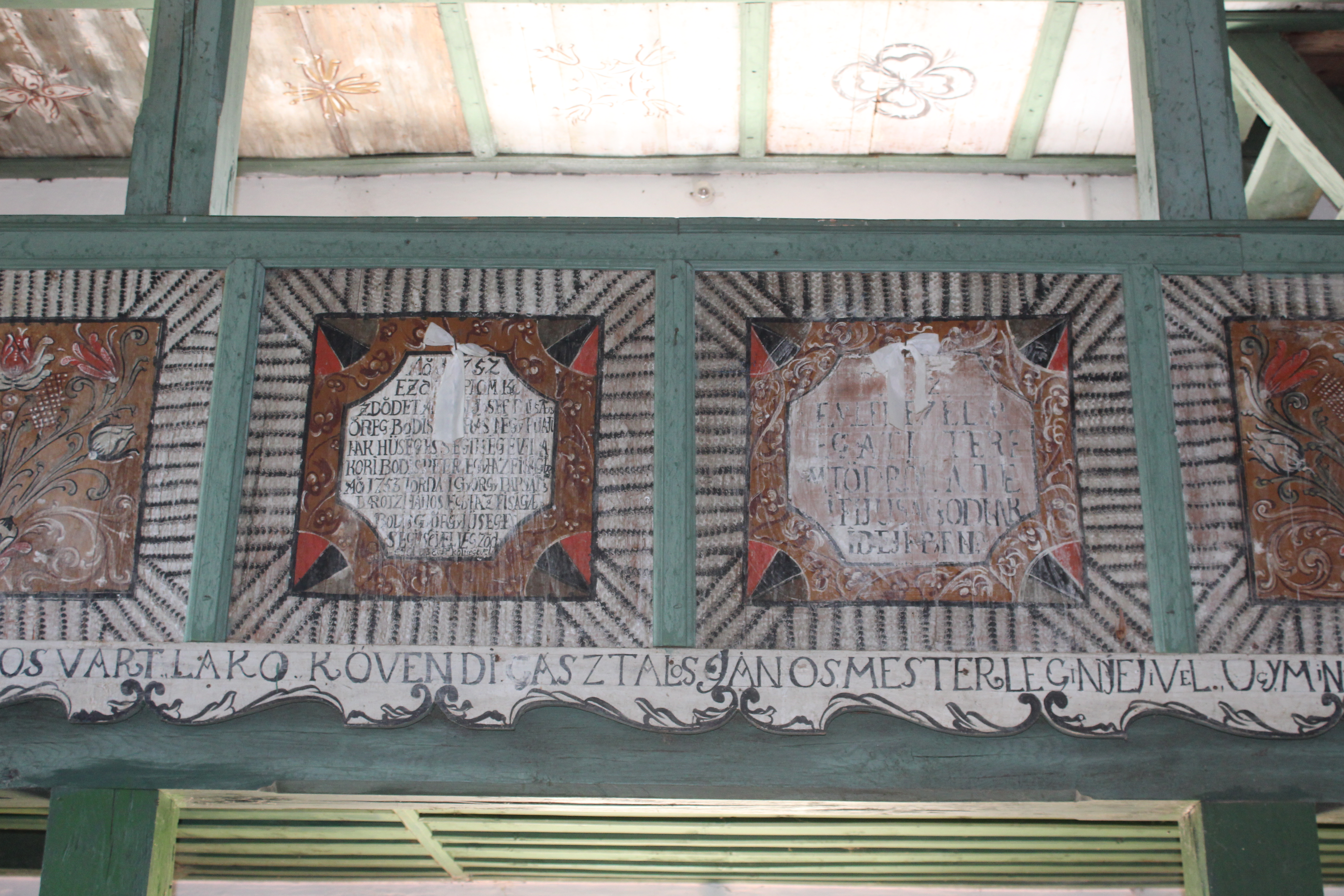
Karzat 1763 - Bábony
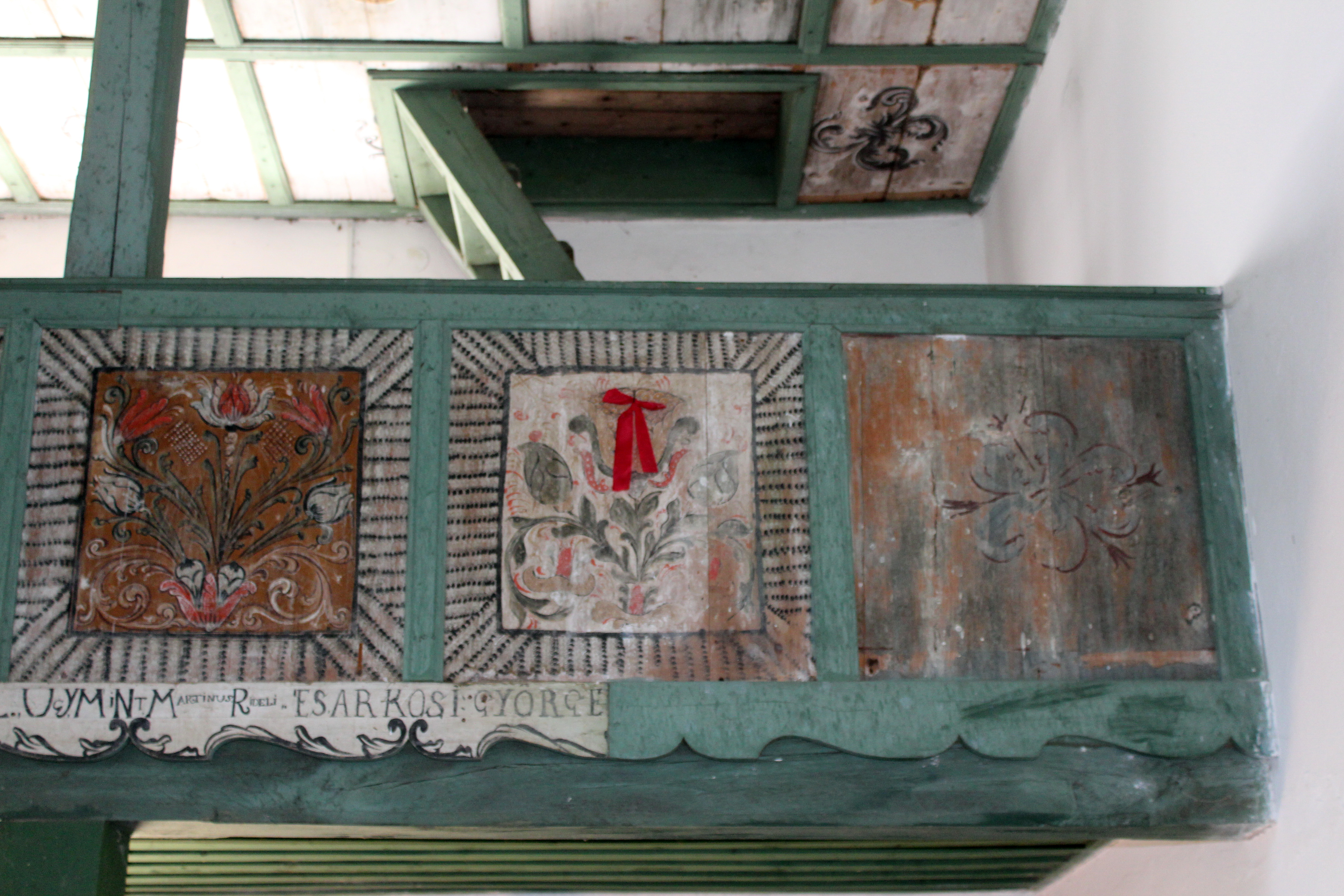
Karzat 1763 - Bábony
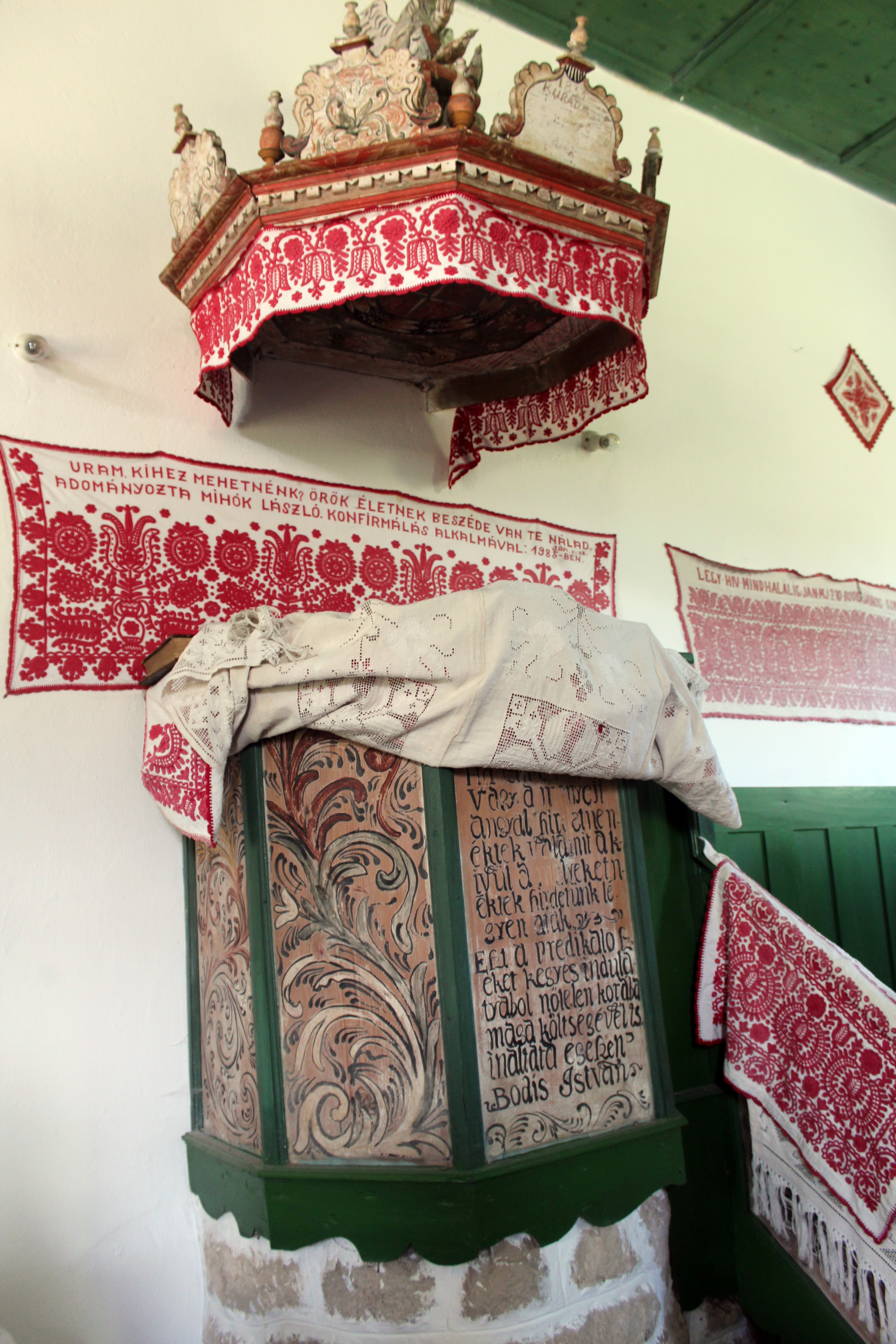
Szószék- Bábony